# Endotheliale Stickstoffmonoxid-Synthase
Das Protein endotheliale Stickstoffmonoxid-Synthase (eNOS) gehört zur Enzymfamilie der NO-Synthasen. Es katalysiert die Bildung von Stickstoffmonoxid aus der Aminosäure L-Arginin.
Im Menschen wird eNOS vornehmlich in Endothelzellen gebildet, welche die innerste Zellschicht in Blut- und Lymphgefäßen darstellen. Dort spielen eNOS und Stickstoffmonoxid bei der Regulation des Blutdruckes und für die Funktion von Blutgefäßen eine zentrale Rolle. Verringerte Aktivität oder eine Fehlfunktion der eNOS begünstigen die Entstehung von Gefäßerkrankungen wie Atherosklerose. Besonders wichtig ist dabei das Phänomen der eNOS-Entkopplung. Entkoppelte eNOS produziert Superoxid an Stelle von Stickstoffmonoxid, fördert dadurch oxidativen Stress im Endothel und schadet so Blutgefäßen mehr als ihnen zu nützen. Aufgrund dieser Doppelfunktion wird eNOS auch als ein janusköpfiges Enzym bezeichnet.

## Entdeckung der eNOS
1980 entdeckte Robert Francis Furchgott, dass der bekannte Vasodilator Acetylcholin nur dann zur Erschlaffung von Blutgefäßen führt, wenn in diesen die Endothelzellschicht intakt ist. Er schloss daraus, dass Acetylcholin in Endothelzellen die Freisetzung einer unbekannten Substanz bewirkt, die für diese Wirkung verantwortlich ist. Diese Substanz wurde 1987 als Stickstoffmonoxid identifiziert. Zwei Jahre später (1989) entdeckten Robert Palmer und Salvador Moncada das dafür verantwortliche Enzym. Die Bezeichnung „endotheliale NOSynthase“ (eNOS) dient der Unterscheidung von den anderen Isoformen iNOS (induzierbare NO-Synthase) und nNOS (neuronale NO-Synthase).
→ Stickstoffmonoxid#Geschichte

## Physiologische Bedeutung

### Wirkungen von Stickstoffmonoxid in Blutgefäßen
→ Stickstoffmonoxid#Physiologische Bedeutung
Der von eNOS produzierte Botenstoff Stickstoffmonoxid (NO) übt zahlreiche positive Wirkungen in Blutgefäßen aus und gilt daher als gefäßschützender Faktor. Die wichtigsten physiologischen Wirkungen von Stickstoffmonoxid in Blutgefäßen sind:
- Stickstoffmonoxid aktiviert das Enzym lösliche Guanylatcyclase, welches durch Bildung des Botenstoffes cyclisches Guanosinmonophosphat (cGMP) die Erschlaffung der glatten Gefäßmuskelzellen auslöst. Auf diese Weise ist eNOS an der Regulation des Blutdrucks beteiligt.
- Stickstoffmonoxid hemmt die Bildung von Adhäsionsmolekülen auf der Oberfläche von Endothelzellen. Dies hemmt die Anheftung von Leukozyten, einen der ersten Schritte bei der Entstehung von Atherosklerose.
- Stickstoffmonoxid hemmt die Oxidation von Low Density Lipoprotein (LDL). Die Aufnahme von oxidiertem LDL durch Fresszellen trägt ebenfalls zur Entwicklung von Atherosklerose bei.
- Stickstoffmonoxid hemmt die Zusammenlagerung von Blutplättchen (Thrombozytenaggregation) und damit die Bildung von Blutgerinnseln, die Blutgefäße verstopfen können (siehe auch: Herzinfarkt).
- Stickstoffmonoxid unterdrückt die abnormale Zellteilung glatter Gefäßmuskelzellen, ein Prozess, der zur Verengung von Blutgefäßen beiträgt (siehe auch: Restenose).

Die vielen Gefäßschützenden Eigenschaften von Stickstoffmonoxid machen deutlich, dass eine Verringerung der Stickstoffmonoxid-Produktion von eNOS die Entstehung von Gefäßerkrankungen begünstigt.

### eNOS-Entkopplung
Der Begriff eNOS-Entkopplung beschreibt einen Zustand, bei dem eNOS Superoxid an Stelle von Stickstoffmonoxid produziert. In diesem Fall ist die enzymatische Reduktion des Sauerstoffes von der katalytischen Reaktion mit L-Arginin entkoppelt. Der Zustand tritt vor allem dann ein, wenn zu wenig des Kofaktors Tetrahydrobiopterin (BH4) im Endothel vorhanden ist (siehe auch: katalytischer Mechanismus der eNOS).
Das von entkoppelter eNOS gebildete Superoxid reagiert sehr leicht mit Stickstoffmonoxid zu Peroxynitrit. Peroxynitrit wiederum baut BH4 ab, wodurch eNOS in einem Teufelskreis immer stärker entkoppelt wird. Dies erhöht den oxidativen Stress in Blutgefäßen und bildet eine wichtige Grundlage für die Entstehung von Bluthochdruck, Atherosklerose und anderen Herz-Kreislauferkrankungen. Unter diesen Umständen wandelt sich eNOS von einem Gefäßschützenden zu einem Gefäßschädigenden Enzym um. Man spricht in diesem Zusammenhang auch von einer endothelialen Dysfunktion.
Das Phänomen der eNOS-Entkopplung ist auch der Grund dafür, dass die Erhöhung der endothelialen eNOS-Expression nicht zwangsläufig dazu führt, dass auch mehr Stickstoffmonoxid im Gefäß gebildet wird. Dies ist nur dann der Fall, wenn auch die entsprechende Menge BH4 zur Verfügung steht.
Einem BH4-Mangel im Endothel kann grundsätzlich auf zwei Arten begegnet werden: Entweder versucht man, die BH4-Bildung zu erhöhen oder BH4 vor Abbau zu schützen. Arzneistoffe aus der Gruppe der Statine können beispielsweise die Expression des BH4-produzierenden Enzyms GTP-Cyclohydrolase I (GTPCH I) steigern. Dadurch erhöhen sie die BH4-Konzentration in Endothelzellen und verbessern die eNOS-Funktion. Ascorbinsäure (Vitamin-C) stabilisiert BH4 chemisch und hemmt dessen Abbau durch oxidativen Stress. Verschiedene Blutdrucksenkende Arzneistoffe wie ACE-Hemmer und Angiotensin-Rezeptorblocker erhöhen die BH4-Konzentration im Endothel vermutlich durch Verringerung des oxidativen Stresses in Blutgefäßen.

## Struktur und Funktion der eNOS

### Chromosomale Lokalisation und Proteinstruktur
Im menschlichen Genom liegt das Gen NOS3, welches für die eNOS codiert, auf Chromosom 7 (7q35–36). Es umfasst 26 Exons und erstreckt sich über eine Länge von ca. 21 Kilobasen auf der DNA. Das eNOS Protein besitzt 1203 Aminosäuren mit einer Molekülmasse von 133 kDa. Strukturell unterteilt sich eNOS in zwei Proteindomänen mit unterschiedlicher katalytischer Aktivität: Am C-terminalen Ende befindet sich die Reduktase-Domäne. Darin liegen Bindungsstellen für die Kofaktoren Nicotinsäureamid-Adenin-Dinucleotid-Phosphat (NADP), Flavin-Adenin-Dinukleotid (FAD) und Flavinmononukleotid (FMN). Die Oxygenase-Domäne am N-Terminus enthält eine Hämgruppe sowie Bindungstellen für Sauerstoff und den Kofaktor Tetrahydrobiopterin (BH4). Beide Untereinheiten werden über ein Bindungsmotiv für das Protein Calmodulin miteinander verbunden. Um katalytisch aktiv zu sein, müssen sich zwei eNOS-Proteine zu einem Homodimer zusammenlagern. Darin bildet die Oxygenase-Domäne des einen Monomers mit der Reduktase-Domäne des jeweils anderen eine funktionelle Einheit. Zur Stabilisierung des Proteinkomplexes dient ein Zinkion, das mit zwei Cystein-Resten jedes Monomers tetraedrisch komplexiert ist. Zumeist ist auch noch Calmodulin an das Homodimer gebunden, so dass ein solcher eNOS-Proteinkomplex – streng genommen – ein Tetramer darstellt.

### Katalytischer Mechanismus und Rolle der Kofaktoren
Bei der von eNOS katalysierten Reaktion wird die Guanidin-Gruppe der Aminosäure L-Arginin in Gegenwart von Sauerstoff oxidiert. Dabei entstehen die beiden Produkte Stickstoffmonoxid (NO) und L-Citrullin in gleichen Mengen.
Im ersten Reaktionsschritt wird an der Reduktase-Domäne ein Elektron von NADPH abgespalten. Anschließend wird dieses Elektron mit Hilfe der Kofaktoren FAD, FMN und Calmodulin zur Oxygenase-Domäne weitergeleitet. Im katalytischen Zentrum steht molekularer Sauerstoff durch Bindung an das Eisenatom der Hämgruppe als Elektronenempfänger zur Verfügung. In der Folge wird Sauerstoff reduziert und reagiert mit dem Kohlenstoffatom der Guanidin-Gruppe im Substrat L-Arginin. So entsteht zunächst das Zwischenprodukt Nώ-Hydroxy-L-Arginin. In einem zweiten Durchgang dient Nώ-Hydroxy-L-Arginin als Substrat und wird in L-Citrullin umgewandelt. Dabei wird ein Stickstoffatom der Guanidin-Gruppe abgespalten und als NO freigesetzt.
Die Stöchiometrie der Reaktion lautet:
2 L-Arginin + 3 NADPH + 4 O2 → 2 L-Citrullin + 3 NADP+ 4 H2O + 2 NO
Zudem spielt BH4 als Kofaktor eine wichtige Rolle. Ein Mangel an BH4 führt dazu, dass die enzymatische Reduktion des Sauerstoffes von der katalytischen Reaktion mit L-Arginin entkoppelt wird. In diesem Fall zerfällt der Sauerstoff-Häm-Komplex und es entsteht ein Superoxid-Radikal an Stelle von NO. Diese eNOS Entkopplung spielt bei der Entstehung von Herz-Kreislauferkrankungen eine zentrale Rolle.

## Subzelluläre Lokalisierung
Die Verteilung von eNOS innerhalb der Zelle wird vor allem durch am Enzym angebrachte Fettsäuren, so genannte Lipid-Anker, bestimmt. Dadurch wird eNOS gezielt an bestimmte Stellen der Zellmembran, den Caveolae, transportiert. Caveolae sind Einbuchtungen der Zellmembran mit einer typischen Zusammensetzung aus Lipiden und Proteinen. Häufig finden sich dort Ansammlungen funktionell verknüpfter Proteine. In Caveolae kommen verschiedene Proteine vor, welche die eNOS-Aktivität beeinflussen können. Dazu gehören Caveolin-1, Proteinkinase B (AKT), das Hitzeschockprotein Hsp90, G-Protein-gekoppelte Rezeptoren (siehe: eNOS-Regulation durch Protein-Protein Interaktionen).
Zudem kann eine eNOS-Aktivierung zu deren Umverteilung innerhalb der Zelle führen. So bewirken die eNOS-Agonisten Acetylcholin, Bradykinin oder Vascular Endothelial Growth Factor (VEGF) die Entfernung von Fettsäureresten und eine Verlagerung von eNOS-Protein in den Golgi-Apparat. Des Weiteren beeinflusst die Bindung von Stickstoffmonoxid an bestimmte eNOS Cystein-Reste, so genannte S-Nitrosylierungen, den Aufenthaltsort des
Proteins.
Im Allgemeinen stellt die Zellmembran den Ort der höchsten eNOS-Aktivität dar. In anderen Zellkompartimenten ist die NO-Produktion deutlich geringer. Unter anderem wurde eNOS auch im Zellkern und in Mitochondrien nachgewiesen. Die Existenz einer mitochondrialen NO-Synthase (mtNOS) sowie deren mögliche physiologische Bedeutung wird derzeit intensiv diskutiert, ist aber noch nicht abschließend geklärt (Stand 2008). Im Zytoskelett, welches am eNOS-Proteintransport beteiligt ist, scheint eNOS inaktiv zu sein.

## Regulation der eNOS

### Regulation der eNOS-Gentranskription

#### Promoterstruktur
Dem eNOS-Promotor fehlt eine TATA-Box, wie man sie bei vielen dauerhaft exprimierten Proteinen findet. Allerdings gibt es zwei wichtige positive regulatorische Domänen (PRD), die zwischen den Basenpaaren −104 und −95 (PRD I) und −144 bis −115 (PRD II) liegen. Dort binden verschiedene aktivierende Transkriptionsfaktoren. Etwa 4,5 Kilobasen vor dem Transkriptionsstartpunkt befindet sich ein Enhancer-Element. Noch weiter entfernt, bei ca. −5,3 Kilobasen liegt ein Hypoxie-sensibles Bindungselement (hypoxia responsive element). Innerhalb des eNOS-Introns 4 befindet sich eine 27 Nukleotide lange, sich mehrfach wiederholende Sequenz, die als Bindungsstelle für β-Aktin dient und den Ursprungsort einer regulatorischen microRNA darstellt.

#### Transkription
Obwohl eNOS als dauerhaft exprimiertes Enzym angesehen wird, gibt es zahlreiche physiologische und pathophysiologische Reize oder Botenstoffe, welche die eNOS-Expression beeinflussen können.
Bestimmte Wachstumsfaktoren (VEGF, TGF-β1) sowie Hormone (Insulin, Estrogen) erhöhen die eNOS Expression in Endothelzellen. Ein besonders wirksamer Stimulus der eNOS Expression sind zudem laminare Scherkräfte, die durch das Vorbeifließen des Blutes auf Endothelzellen ausgeübt werden (siehe auch: laminare Strömung). Darüber hinaus verstärken manche Sauerstoffradikale, insbesondere Wasserstoffperoxid, sowie Hypoxie und bestimmte Arzneistoffe (Statine) die eNOS Expression. Verstärkte eNOS Transkription kann auch eine Gegenregulation darstellen, die das Ziel verfolgt, einen eNOS Protein-Mangel aufgrund verringerter eNOS mRNA Stabilität auszugleichen (siehe auch: mRNA Stabilität). Von besonderer Bedeutung scheint der Transkriptionsfaktor Krüppel-like factor 2 (Klf-2) zu sein, der auch endotheliale Entzündungsprozesse steuert. Sowohl Statine als auch laminare Scherkräfte vermitteln ihre Wirkung auf die eNOS Expression zumindest teilweise über Klf-2.

#### Epigenetische Mechanismen
Epigenetische Mechanismen spielen eine wichtige Rolle für die Endothel spezifische eNOS Expression.
Die PRD I und PRD II Domänen des eNOS Promoters sind in nicht-endothelialen Zellen stark methyliert. In der Regel ist eine solche Methylierung von DNA-Basen ein Kennzeichen transkriptionell inaktiver Promotoren. Entsprechend ist der eNOS Promoter in Endothelzellen kaum methyliert. Zudem sind Nukleosome aktiver eNOS Promotoren häufiger an den Histon-Proteinen H3 und H4 acetyliert. Diese epigenetische Markierung gilt als Merkmal transkriptionell aktiver Promoteren. Analog können demethylierende Substanzen sowie Histon-Deacetylase-Hemmer die eNOS Expression in nicht-endothelialen Zelltypen erzwingen.

#### mRNA-Stabilität
Da die Halbwertszeit der für eNOS codierenden mRNA normalerweise zwischen 10 und 35 Stunden liegt (REF) wird auch nach sofortiger Beendigung der Transkription aus der vorhandenen mRNA noch einige Zeit eNOS Protein gebildet. Die Modulierung der mRNA-Stabilität ist daher ein schnellerer und effizienterer Weg um die Proteinexpression zu beeinflussen. Bislang sind drei solche Mechanismen beschrieben (Stand 2008):
- Polyadenylierung am 3’-Ende stabilisiert die mRNA. Verstärkte eNOS mRNA Polyadenylierung beobachtet man bei Behandlung mit Arzneistoffen der Gruppe der Statine oder laminaren Scherkräften, die durch vorbeifließendes Blut auf Endothelzellen ausgeübt werden.[12]
- Die Bindung verschiedener Proteine an den 3’-UTR Bereich destabilisiert die mRNA. Unter anderem bewirken Tumornekrosefaktor-α (TNF-α), bakterielle Lipopolysaccharide, oxidiertes Low Density Lipoprotein (oxLDL) oder Thrombin einen solchen Effekt.[12]
- Ein mRNA-Transkript namens sONE, das vom nicht-codogenen Stranges des eNOS-Gens stammt, verringert die zelluläre eNOS-mRNA-Konzentration. Da diese Antisense-RNA (aRNA) vor allem in nicht-endothelialen Zellen vorkommt hilft sie vermutlich dabei, die eNOS-Expression weitgehend auf das Endothel zu beschränken.[20]

### Posttranslationale Modifikationen

#### Lipid-Anker
Die Verankerung von eNOS in die Zellmembran wird vor allem durch Fettsäuren bestimmt, die im Rahmen von posttranslationalen Modifikationen an das eNOS Protein angehängt werden. Man spricht daher auch von so genannten Lipid-Ankern. Deren Verknüpfung mit eNOS läuft in zwei Schritten ab. Zunächst wird eNOS an Gly-2 irreversibel myristoyliert. Anschließend erfolgen im Golgi-Apparat die Palmitoylierung von Cys-15 und Cys-26, welche die Ursache der eNOS Translokation in Caveolae darstellen. eNOS Aktivierung, zum Beispiel durch Phosphorylierung, kann zur Abspaltung der Palmitinsäure führen, wodurch eNOS wieder zurück in den Golgi-Apparat transportiert wird.

#### Phosphorylierungen
eNOS-Phosphorylierungen spielen für die Regulation der eNOS Aktivität eine große Rolle. Bislang sind sechs Phosphorylierungsstellen im eNOS Protein bekannt (Stand 2008). eNOS Ser-1177 gilt gemeinhin als wichtigste Phosphorylierungsstelle. Fast alle eNOS Aktivatoren führen zur Phosphorylierung an Ser-1177 durch verschiedene Kinasen, wie zum Beispiel Proteinkinase A (PKA), Proteinkinase B (PKB, AKT), Proteinkinase C (PKC), AMP-aktivierte Proteinkinase und Ca2+/Calmodulin-abhängige Kinase. Die Phosphorylierung an Ser-1177 beschleunigt den Elektronenfluss innerhalb der Reduktase-Domäne und fördert die Bindung von Calmodulin an eNOS. Die Protein Phosphatase 2A kann die Phosphorylierung an Ser-1177 rückgängig machen und eNOS nach deren Aktivierung wieder in den Grundzustand zurückversetzen.
Ser-633 ist eine weitere wichtige aktivierende Phosphorylierungsstelle. Sie befindet sich innerhalb der FMN-Bindungsstelle und unterliegt der Kontrolle von PKA. Viele PKA-aktivierende eNOS Agonisten (zum Beispiel laminare Scherkräfte, Bradykinin, VEGF) führen auch zur Phosphorylierung an Ser-633. Da die Phosphorylierung dort verglichen mit Ser-1177 leicht verzögert eintritt vermutet man, dass die Ser-633-Phosphorylierung länger anhaltende NO-Produktion bewirkt. Phosphorylierung an Ser-615, das ebenfalls in der FMN-Bindungsstelle liegt, wird durch AKT vermittelt. Vermutlich wird dadurch die Bindung von Calmodulin erleichtert. Dies ist allerdings noch nicht abschließend geklärt (Stand 2008). Thr-495 ist die wichtigste negative eNOS Phosphorylierungsstelle. Sie ist normalerweise ständig phosphoryliert, wofür in erster Linie Proteinkinase C (PKC) verantwortlich ist. Thr-495-Phosphorylierung verringert die eNOS Aktivität, weil sie die Bindung von Calmodulin an eNOS stört. Protein Phosphatase 1, Protein Phosphatase 2A (PP2A) und Protein Phosphatase 2B können eNOS Thr-495 dephosphorylieren. Vor allem ein rascher Anstieg der intrazellulären Calcium-Konzentration führt zur Thr-495 Dephosphorylierung. Dadurch wird der negative Einfluss auf die Calmodulin-Bindung aufgehoben und die eNOS Aktivität erhöht.
Phosphorylierung an Ser-114, die bislang einzige Phosphorylierungsstelle in der eNOS Oxygenase-Domäne, hemmt möglicherweise die eNOS Aktivität. Die Funktion ist allerdings umstritten (Stand 2008). eNOS kann auch an verschiedenen Tyrosin-Resten phosphoryliert werden, zum Beispiel durch laminare Scherkräfte. Die Regulation und Funktion von eNOS Tyrosin-Phosphorylierungen ist gegenwärtig nur unvollständig verstanden (Stand 2008).

#### S-Nitrosylierung
Unter S-Nitrosylierung versteht man die reversible Bindung von Stickstoffmonoxid, oder davon abgeleiteten radikalischen Verbindungen wie Peroxynitrit, an Thiol-Gruppen. Bei Proteinen stammen die Thiol-Gruppen in der Regel von der Aminosäure Cystein. Im Ruhezustand wird die katalytische Aktivität der eNOS durch Nitrosylierungen an Cys-93 und Cyst-98 gehemmt. Es ist unklar, ob dadurch die Stabilität des Homodimers beeinträchtigt wird oder dies eher den Elektronenfluss zwischen beiden Monomeren hemmt (Stand 2008). Nach eNOS Aktivierung kommt es zu einer raschen, vorübergehenden Denitrosylierung. Diese wirkt als Signal zur Verlagerung des eNOS Proteins ins Zytosol. Während dort die eNOS Aktivität abklingt wird das Protein wieder zunehmend nitrosyliert und schließlich in Caveolae zurücktransportiert.

#### Acetylierung
Es gibt erste Hinweise darauf, dass auch Acetylierungen die eNOS Aktivität beeinflussen können. Offenbar ist eNOS an Lys-496 und Lys-506 (bezogen auf die Aminosäurensequenz boviner eNOS) dauerhaft acetyliert. Beide Lysin-Reste liegen in der Calmodulin-Binderegion und könnten daher einen ähnlich negativen Einfluss auf die Calmodulin-Bindung haben wie eine Phosphorylierung an Thr-495. SIRT1, eine Histon-Deacetylase der Klasse III, kann diese Acetylierungen aufheben.

#### Glykosylierung
Zellproteine können durch das Anheften von N-Acetyl-Glucosamin (GlcNAc) an Serin- oder Threonin-Reste verändert werden. Erhöhte Blutzuckerspiegel steigern die Konzentration von GlcNAc in Endothelzellen. Dies begünstigt die Bindung von GlcNAc an eNOS Ser-1177 und hat zur Folge, dass weniger Ser-1177 phosphoryliert werden kann. Dadurch wird die eNOS Aktivität nachhaltig beeinträchtigt. Möglicherweise trägt diese eNOS Glykosylierung zu den für Diabetes mellitus typischen vaskulären Begleiterkrankungen bei.

#### Protein-Protein-Interaktionen
Es sind zahlreiche Proteine bekannt, die mit eNOS interagieren und so die endotheliale NO-Produktion beeinflussen. Dazu gehören Proteinkinasen, Phosphatasen, Membranproteine, sowie Adaptor- und Zytoskelettproteine. Calmodulin war das erste Protein, dessen Interaktion mit eNOS nachgewiesen wurde. Calmodulin-Bindung ist Voraussetzung für maximale katalytische eNOS Aktivität. Bei niedrigen intrazellulären Calcium-Konzentrationen ist die Calmodulin-Bindung durch eine auto-inhibitorische Schleife der FMN Bindedomäne beeinträchtigt. Steigt die intrazelluläre Calcium-Konzentration an verschiebt Calmodulin diese Schleife, bindet an eNOS und verdrängt darüber hinaus noch Caveolin-1, einen wichtigen negativen Regulator der eNOS. All dies beschleunigt den Elektronenfluss zwischen Reduktase- und Oxygenase-Domäne (siehe auch: katalytischer Mechanismus der eNOS). Da viele Signalwege in einem raschen Anstieg von intrazellulärem Calcium münden ist die Calmodulin-Bindung ein sehr häufig vorkommender Mechanismus zur schnellen Erhöhung der eNOS Aktivität. Das Hitzeschockprotein 90 (Hsp90) erleichtert die Bindung von Calmodulin an eNOS. Darüber hinaus fungiert es als Proteingerüst, das eNOS unter anderem mit der Proteinkinase B zusammen bringt. Proteinkinasen und Phosphatasen haben generell großen Einfluss auf die eNOS Aktivität (siehe auch: eNOS Phosphorylierung). In Caveolae reichern sich noch weitere Proteine in unmittelbarer eNOS Nähe an. G-Protein-gekoppelte Rezeptoren, etwa für Bradykinin (B2-Rezeptor), Acetylcholin (M2-Rezeptor) oder Histamin, übertragen die eNOS aktivierenden Effekte ihrer extrazellulären Liganden in die Zelle. Der kationische Aminosäuren-Transporter CAT-1 (cationic amino acid transporter) versorgt eNOS aufgrund seiner räumlichen Nähe direkt mit dem Substrat L-Arginin. Möglicherweise ist dies eine Erklärung für das „Arginin-Paradox“. NOSTRIN (eNOS traffic inducer), NOSIP (NOS interacting protein), Aktinfilamente des Zytoskeletts sowie das Motorprotein Dynamin-2 sind am intrazellulären Transport von eNOS beteiligt.

#### Substrat-Verfügbarkeit
Für maximale zelluläre NO-Produktion muss das Substrat L-Arginin in ausreichender Menge zur Verfügung stehen. Für die Michaeliskonstante der eNOS wurden Werte von 3 bis 30 μM L-Arginin gemessen. Obwohl Arginin in der Zelle in deutlich höheren Konzentrationen vorkommt (bis zu 2 mM), kann eine zusätzliche Gabe von Arginin, zum Beispiel mittels einer Infusion, die endotheliale NO Produktion erhöhen. Gegenwärtig werden drei Hypothesen diskutiert, die eine Erklärung für dieses so genannte „Arginin-Paradox“ liefern sollen (Stand 2008):
- eNOS wird permanent durch asymmetrisches Dimethylarginin (ADMA) gehemmt, weil dieses mit L-Arginin um die Bindungsstelle im katalytischen Zentrum konkurriert. ADMA kann die eNOS Entkopplung begünstigen und gilt als Risikofaktor für Atherosklerose.[16]
- L-Arginin ist innerhalb der Zelle ungleichmäßig verteilt. Caveolae bilden ein zelluläres Kompartiment, in dem sich die Arginin-Konzentration aufgrund der räumlichen Nähe von eNOS und des Arginin-Transporters CAT-1 von jener des Zytosols unterscheidet.[34]
- Hohe lokale Arginin-Konzentrationen, wie sie bei Infusionen auftreten, aktivieren eNOS durch Bindung an α2-Adrenozezeptoren. Dies gilt auch für deutlich niedrigere Konzentrationen des Arginin-Abbauproduktes Agmatin.[35]

Die zelluläre Arginin-Konzentration hängt zudem von anderen Arginin-verarbeitenden Enzymen wie zum Beispiel Arginase ab. Arginase wandelt Arginin in Harnstoff und Ornithin um. Die Botenstoffe TNF-α und Thrombin verstärken die Expression von Arginase, erhöhen dadurch den Arginin-Verbrauch in Endothelzellen und beeinträchtigen so möglicherweise die eNOS Funktion.